# Barawa
Barawa, också känt som Brava, är en hamnstad i Lägre Shebelle, Somalia. År 2009 tog den militanta gruppen Al-Shabaab kontroll över Barawa.
År 2000 uppgick befolkningen till 32 800 personer.